# Bizanos
Bizanos (tiếng Occitan: Visanòs [bizaˈnɔs]) là một xã thuộc tỉnh Pyrénées-Atlantiques trong vùng Nouvelle-Aquitaine ở tây nam nước Pháp. Xã này nằm ở khu vực có độ cao trung bình 187 mét trên mực nước biển.

## Thể thao
Sân nhà của câu lạc bộ bóng đá địa phương Pau FC, Nouste Camp, nằm ở Bizanos.